# Comté d'Ellsworth
Le comté d’Ellsworth est l’un des 105 comtés de l’État du Kansas, aux États-Unis. Il a été fondé le 26 février 1867.
Siège et plus grande ville : Ellsworth.

## Géolocalisation
|                  | Comté de Lincoln   |                    |
| Comté de Russell | Comté de Ellsworth | Comté de Saline    |
| Comté de Barton  | Comté de Rice      | Comté de McPherson |